# 24 sata (kroatische Tageszeitung)
24 sata (dt. 24 Stunden) ist die auflagenstärkste kroatische Boulevardzeitung.
24 sata wurde von der österreichischen Styria Medien AG am 2. März 2005 auf dem kroatischen Zeitungsmarkt eingeführt. Ziel des Chefredakteurs Matija Babić war es, die „junge, urbane, moderne Bevölkerung Kroatiens“ anzusprechen. „Das konsequent boulevardesk und konservativ ausgerichtete Blatt wurde schon nach einem Jahr Marktführer und ist bis heute die auflagenstärkste und meistgelesene Zeitung des Landes.“ schreibt die Bundeszentrale für politische Bildung. Das zugehörige Onlineportal ist ebenso marktführend.
Ab dem 18. Juni 2009 wurde zudem 24 sata als erster kroatischer Nachrichtensender ausgestrahlt. Er stellte jedoch 2014 nach nur fünf Jahren seinen Sendebetrieb wieder ein.

## Weblink
- Offizielle Homepage von 24 sata (kroatisch)